# Amityville Death House
Amityville Death House é um filme de terror estadunidense de 2015 dirigido por Mark Polonia baseado no romance The Amityville Horror.
Lançado diretamente em vídeo, o filme segue a tendência dos filmes baseados no The Amityville Horror, tendo pouco ou nada a ver com os eventos do livro e usando apenas o local e os assassinatos de DeFeo e a casa da Ocean Avenue 112 como ponto da trama. O elenco é relativamente desconhecido, com exceção de Eric Roberts como "The Dark Lord". É o décimo segundo filme baseado no The Amityville Horror.

## Enredo
Quando Tiffany e seus amigos chegam na cidade de Amityville para checar sua avó doente, eles descobrem que o antigo espírito de bruxa possui a antiga casa. Uma por uma, a maldição destrói os descendentes daqueles que a condenaram à morte há mais de 300 anos, em última análise, possuindo os corpos dos inocentes e transformando-os em criaturas hediondas de destruição.

## Elenco
- Eric Roberts como "The Dark Lord"
- Kyrsten St. Pierre as Tiffany
- Michael Merchant
- Cassandra Hayes
- Houston Baker
- Ken Van Sant
- Danielle Donahue
- Steve Diasparra
- Kathryn Sue Young
- Jeff Kirkendall
- Yolie Canales
- Austin Dragovich
- Todd Carpenter